# Sprendlingen-Gensingen
Sprendlingen-Gensingen est une Verbandsgemeinde (collectivité territoriale) de l'arrondissement de Mayence-Bingen dans la Rhénanie-Palatinat en Allemagne. Le siège de cette Verbandsgemeinde est dans la ville de Sprendlingen.
La Verbandsgemeinde de Sprendlingen-Gensingen consiste en cette liste d'Ortsgemeinden (municipalités locales) :

Localisation de la Verbandsgemeinde de Sprendlingen-Gensingen dans l'arrondissement de Mayence-Bingen

1. Aspisheim
2. Badenheim
3. Gensingen
4. Grolsheim
5. Horrweiler
6. Sankt Johann
7. Sprendlingen
8. Welgesheim
9. Wolfsheim
10. Zotzenheim